# Rhinopias aphanes
Rhinopias aphanes és una espècie de peix pertanyent a la família dels escorpènids.

## Descripció
- Fa 25 cm de llargària màxima.[2][3]

## Hàbitat
És un peix marí, associat als esculls de corall i de clima tropical.

## Distribució geogràfica
Es troba al Pacífic occidental: el mar del Corall i aigües adjacents, Papua Nova Guinea, Nova Caledònia, Vanuatu i el nord-est d'Austràlia.

## Costums
És bentònic.

## Observacions
És inofensiu per als humans.